# 陳眾議
陳眾議（1957年10月5日—），男，浙江紹興人，中國西班牙語、葡萄牙語文學研究者，作家，現任中國社會科學院外國文學研究所黨組成員、所長、研究員、博士生導師和中国外国文学学会会长、中国翻译协会副会长、中國作家協會全国委员会委员，中國共產黨党员。

## 生平
曾就讀上海復旦大學外文系，在蘇步青校長任內獲派留學墨西哥，在墨西哥學院和墨西哥國立自治大學學習，1989年得墨西哥國立自治大學文學哲學博士學位。
2018年1月，当选第十三届全国政协委员。

## 轶事
他與1994年諾貝爾文學獎日本獲得者大江健三郎、2010年诺贝尔文学奖祕魯、西班牙获得者马里奥·巴尔加斯·略萨、2012年诺贝尔文学奖中国获得者莫言有著良好的情誼，是大江先生口中的handsome man（英語，意思是帥哥）。

## 家庭
已婚，育有1女。

## 專書著作
- 《拉美当代小说流派》
- 《魔幻現實主義》
- 《博爾赫斯》
- 《加西亞·馬爾克斯评傳》
- 《魔幻現實主義大師——加西亞·馬爾克斯》
- 《西班牙文學》
- 《20世紀墨西哥文學史》
- 《西班牙文学黄金世纪研究》
- 《堂吉訶德的長矛》
- 《塞万提斯学术史研究》
- 《游心集》
- 《亲爱的母语》

## 合著
- 《西班牙文學簡史》（與王留栓合作）

## 主編
- 《獲西班牙塞萬提斯獎作家作品選》
- 《塞萬提斯精選集》
- 《博爾赫斯文集》
- 《西班牙文學大花園》
- 《大江健三郎文學研究論文集》

## 譯作
- 《小說是一種需要》
- 《追擊》
- 《博尔赫斯文集》（合譯）

## 現代漢語小說創作
- 《玻璃之死》
- 《風醉月迷》
- 《因網恢恢》

## 外部連結
- 外國文學網陳眾議資料網頁